# Ермолай (князь вымский)
Ермолай — князь Перми Вычегодской (Вымского княжества), поставленный в 1451 году в качестве наместника великим князем Василием II Тёмным. Центром его владений была Усть-Вымь, известная также как Пермь Старая. Его соправителем Василий II сделал его младшего сына Василия Ермолаевича, а старшего сына Михаила Ермолаевича поставил князем Перми Великой со столицей в Чердыни. Таким образом Ермолай являлся родоначальником князей Вымских и Великопермских, известных как Ермолаевичи (Ермоличи).
Согласно Вычегодско-Вымской летописи великий князь московский «прислал» Ермолая, который происходил из князей верейских. Однако ряд дореволюционных и современных историков подвергли эту информацию сомнению, считая, что Ермолай и его сыновья были представителями местной коми-пермяцкой знати, принявшей после крещения христианские имена. В подтверждение своей версии они указывают на несостыковки в генеалогии верейских князей. В то же время есть версия, что Ермолай происходил из рода князей Косицких, местопребыванием которых было Верейское княжество.
Вероятно, что Ермолай умер до 1465 года, посколько в связи с походом на Югру в этом году летопись говорит лишь о Василии Ермолаевиче.

## В искусстве
Князь Ермолай фигурирует в романе Алексея Иванова «Сердце пармы» (2003). В фильме «Сердце пармы» (2022) его сыграл Александр Горбатов.